# Кадмор, Кольер
Кольер Роберт Кадмор (англ. Collier Robert Cudmore; 13 июня 1885, Авока — 16 мая 1971, Норт-Аделаида) — австралийский политик и адвокат, гребец от Великобритании, чемпион летних Олимпийских игр 1908 года.
На Играх 1908 года в Лондоне Кадмор входил в первый экипаж четвёрок Великобритании. Его команда, выиграв в полуфинале у Канады и у другой команды Великобритании в финале, заняла первое место и выиграла золотые медали.